# وست والتون
وست والتون (به انگلیسی: West Walton) یک روستا و محله مدنی در بریتانیا است که در King's Lynn and West Norfolk واقع شده‌است. وست والتون ۱۵٫۷۷ کیلومتر مربع مساحت و ۱٬۷۳۱ نفر جمعیت دارد.